# Jiblah (huyện)
Huyện Jiblah là một huyện thuộc tỉnh Ibb, Yemen. Đến thời điểm năm 2003, huyện này có dân số 112481 người